# Össur Skarphéðinsson
Össur Skarphéðinsson, född 19 juni 1953 i Reykjavik, är en isländsk politiker (Samfylkingin)- Han var landets utrikesminister den 1 februari 2009 - 23 maj 2013.